# 韩培德 (德国外交官)
韩培德（德語：Hannspeter Hellbeck，1927年8月17日—）又譯海尔贝克、汉斯彼得·黑尔贝克，德國外交官。曾任德國駐華大使。

## 生平
1947年在蒂宾根大学学习法律，後獲得法学博士学位。1956年进入联邦德国外交部。1958年前往聯邦德國驻香港总领事馆工作。1972年出任聯邦德國外交部东亚处处长。1977年至1980年出任聯邦德國驻巴黎使馆公使。1980年在聯邦德國驻民主德国常驻代表处工作。1986年出任聯邦德國外交部法律司副司长。1987年4月起任联邦德国驻中国大使。期間親歷了兩德統一。